# Dandangan
Dandangan is een bestuurslaag in het regentschap Kediri van de provincie Oost-Java, Indonesië. Dandangan telt 5794 inwoners (volkstelling 2010).